# Rilevamento degli spostamenti verso il rosso

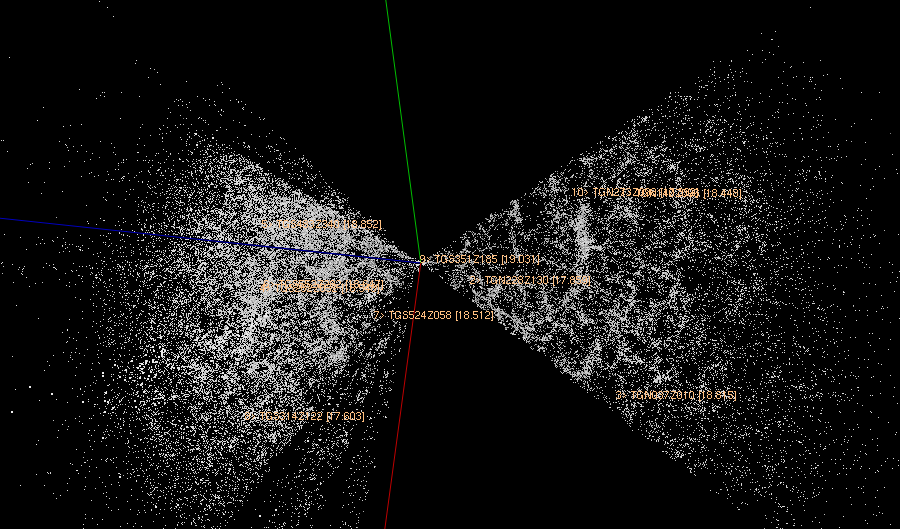
La 2dFGRS

In astronomia un rilevamento degli spostamenti verso il rosso (in inglese redshift survey) è una  misura sistematica dello spostamento verso il rosso (redshift) delle galassie in una determinata area di cielo e generalmente fino ad una magnitudine apparente fissata (magnitudine limite). 
La misura del redshift permette di ricavare la distanza di un oggetto da noi. Infatti, a causa dell'espansione dell'universo, quanto più lontana è una galassia tanto maggiore è il suo spostamento verso il rosso. Solo per piccole distanze la relazione fra redshift e distanza è di proporzionalità diretta (legge di Hubble), altrimenti per ricavare dallo spostamento verso il rosso la distanza di un oggetto dalla Terra bisogna fissare i parametri del modello cosmologico, derivante dalla relatività generale, che descrive il nostro universo. Combinando lo spostamento verso il rosso con le coordinate angolari degli oggetti, un rilevamento degli spostamenti verso il rosso permette di tracciare la distribuzione 3D delle galassie nel volume osservato. Queste osservazioni sono usate per analizzare statisticamente le proprietà della struttura a grande scala dell'universo, e confrontarle con le predizioni teoriche.
Il primo di tali rilevamenti fu la CfA Redshift Survey, iniziata nel 1977 con una raccolta di dati completata poi nel 1982. Successivamente fu estesa a magnitudini più deboli (CfA2) e un rilevamento analogo fu effettuato nell'emisfero sud, la Southern Sky Redshift Survey, con una successiva estensione alla stessa magnitudine limite della CfA2 (SSRS2).
Queste prime survey hanno rivelato l'esistenza di grandi strutture filamentari e grandi vuoti. Un esempio particolarmente notevole è la Grande Muraglia, un vasto conglomerato di galassie con un'estensione di oltre 500 milioni di anni luce identificata nella CfA Redshift Survey. Un'analoga struttura è stata scoperta nella Southern Sky Redshift Survey 2.
I più importanti rilevamenti relativi all'universo locale (basso spostamento verso il rosso) sono la 2dF Galaxy Redshift Survey e la Sloan Digital Sky Survey. I rilevamenti a più alto redshift permettono di studiare l'evoluzione delle galassie e delle strutture; i più recenti e significativi sono la DEEP2 Redshift Survey e la VIMOS-VLT Deep Survey (VVDS).
A causa delle restrizioni derivanti dal tempo d'osservazione richiesto per ottenere i redshift dalle misure dello spostamento delle righe spettrali, un rilevamento richiede generalmente molte notti di osservazione, anche se lo sviluppo di spettrografi multioggetto permette oggi di ottenere centinaia di spettri di galassie contemporaneamente. Un'alternativa che offre una misura dei redshift meno precisa, ma sufficiente per diversi studi, è rappresentata dagli spostamenti fotometrici verso il rosso, o redshift fotometrici , basati sulle magnitudini delle galassie in vari colori. I colori osservati per ogni galassia vengono confrontati con i colori che si ottengono da spettri di galassie campione (template) spostati a vari redshift, e alla galassia viene attribuito il redshift dello spettro campione che meglio riproduce i colori osservati. I redshift fotometrici, comunque, richiedono sempre la calibrazione con un campione di redshift spettroscopici.